# Людвиг Август Саксен-Кобург-Готский
Людвиг Август Мария Эд Саксен-Кобург-Готский и Кохари (нем. Ludwig August Maria Eudes von Sachsen-Coburg und Gotha; 8 августа 1845 — 14 сентября 1907) — немецкий принц из Саксен-Кобург-Готской династии, внук короля Франции Луи Филиппа I.

## Семья
Принц Людвиг Август Мария Эд Саксен-Кобург-Готский и Кохари родился во Франции, во дворце Э. Его родителями были принц Август Саксен-Кобург-Готский и французская принцесса Клементина, дочь короля Франции Луи Филиппа I и его жены Марии Амалии Неаполитанской.

## Брак и дети
Людвиг Август женился на бразильской принцессе Леопольдине, дочери императора Педру II, 15 декабря 1864 года. Его жена умерла в возрасте 23 лет в 1871 году, родив ему четырёх сыновей:
- принц Пе́дро Авгу́ст Луи́с Мари́я Миге́ль Рафаэ́ль Гонза́га (19.03.1866—7.07.1934) — принц Бразильский и принц Саксен-Кобург-Готский, при рождении был третьим в линии наследования бразильского трона после тётки и матери, женат не был, детей не имел;
- принц Авгу́ст Леопо́льд Фили́пп Мари́я Миге́ль Габриэ́ль Рафаэ́ль Гонза́га (6.12.1867—11.10.1922) — принц Бразильский и принц Саксен-Кобург-Готский, путешественник; заключил брак с эрцгерцогиней Каролиной Марией Австрийской, принцессой Тосканской, дочерью Карла Сальватора Австрийского, и принцессы Марии Иммакулаты Бурбон-Сицилийской, имели восьмерых детей;
- принц Жозе́ Ферна́ндо Франси́ско Мари́я Миге́ль Габриэ́ль Рафаэ́ль Гонза́га[порт.] (21.05.1869—13.08.1888) — принц Саксен-Кобург-Готский, умер в юности, потомков не оставил;
- принц Лю́двиг Гасто́н Мари́я Клеме́нт Миге́ль Габриэ́ль Рафаэ́ль Гонза́га (15.09.1870—23.01.1942) — принц Саксен-Кобург-Готский, был женат первым браком на принцессе Матильде Баварской, дочери короля Баварии Людвига III, и Марии Терезии Австрийской, имел от брака дочь и сына; после её смерти заключил брак с графиней Анной Трауттмансдорф-Вайнсберг, имели одну дочь.

Август умер 14 сентября 1907 года в Карлсбаде, Германия, в возрасте 62 лет.